# متلازمة موبيوس
متلازمة موبيوس (بالإنجليزية: Möbius syndrome)‏ هو اضطراب عصبي خلقي ومرض نادر للغاية ويتميز بشلل في عضلات الوجه وعدم القدرة على تحريك العينين من جهة إلى أخرى. يولد معظم المصابون بمتلازمة «موبيوس» بشلل في الوجه بشكل كامل، ولا يمكنهم إغلاق أعينهم أو التحكم في تعابير وجههم، ويمكن أن تحدث لهم تشوهات على مستوى الأطراف وجدار الصدر.
الأشخاص الذين يعانون من متلازمة موبيوس يكون الذكاء لديهم طبيعي، على الرغم من عدم وجود تعابير الوجه وأحيانا يتم وصفها على أنها بلادة.
وتم تسمية المرض نسبة إلى بول جوليوس موبيوس "Paul Julius Möbius" (1853م-1907م)، طبيب الأعصاب الألماني وهو أول من اكتشف ووصف هذا المرض في عام 1888 م 

## العلامات والأعراض
1. تشوهات في الاطراف وفقد أحد اصابع اليدين أو القدمين
2. الحول
3. تشوهات جدار الصدر (متلازمة بولند)
4. صعوبة في التنفس و/ أو في البلع
5. تآكل القرنية الناتجة عن صعوبة في ومض العين (رمش العين)[2]

ومن أهم الأعراض
:
1- إن الأطفال الذين يصابون بداء موبيوس قد يتأخرون في الكلام بسبب شلل الشفاه. ولكن مع علاج وتحسين النطق معظم الأشخاص قد يتوصلون إلى تقديم كلام مفهوم.
2- يرتبط داء موبيوس بزيادة ظهور أعراض التوحّد. ولكن بعض الأطفال الذين يعانون من داء موبيوس قد يتم تشخيص حالتهم بشكل خاطئ كتخلف عقلي أو توحد بسبب تعابير وجوههم والحول.
3-هؤلاء الأطفال البؤساء المصابون بهذا المرض لايضحكون ولايبتسمون ولاحتى يعبسون فوجوههم ليس بها أي قسمات نتيجة شلل العصب السابع المزدوج وهو العصب المسؤول عن تعبيرات الوجه ولايستطيعون النظر يميناً أو يساراً نتيجة شلل العصب السادس المزدوج وهو العصب المسؤول عن تحريك العين إلى الخارج وصوتهم اجش نتيجة شلل العصب الثاني عشر وهو العصب المسؤول عن عضلات اللسان وفي الحقيقة لانستطيع طبياً أو جراحياً تقديم الكثير لهؤلاء المرضى.

## العلاج
ليس هناك علاج طبي (دوائي)أو علاج نهائي لداء موبيوس. العلاج يكون داعم ووفقا للأعراض.
إذا كان لدي الرضع صعوبة في التمريض أو الاعتناء بهم، قد يتطلب رعايتهم استخدام أنابيب التغذية أو زجاجات خاصة للحفاظ على التغذية الكافية. وعلاج النطق ويمكن تحسين المهارات الحركية، يؤدي ذلك إلى سيطرة أفضل على الكلام وتناول الطعام.
بعض العمليات الجراحية يمكنها تصحيح مشاكل العينين وما بها من حول، وحماية القرنية وتحسين أطرافهم وتصحيح تشوهات الفك. تسمى أحيانا (جراحة الابتسامة) في وسائل الإعلام، وفيها يتم استخدام العضلات المطعمة من الفخذ إلى زوايا الفم، ولكن لا يمكن أن يؤدي ذلك لتوفير القدرة على الابتسام بشكل جيد. على الرغم من أن «جراحة البسمة» قد توفر القدرة على الابتسام إلى حد ما، الا انها عملية معقدة ويمكن أن تستغرق اثنتي عشرة ساعة لكل جانب من الوجه. ولكن الجراحة لا يمكن اعتبارها «علاج» لمتلازمة موبيوس، لأنها لا تحسن القدرة على تشكيل تعابير الوجه الأخرى.

## العلاقة بين متلازمة موبيوس ومرض التوحد
يسبب المرض عدة مشكلات في الجهاز العصبي المركزي ربما فيها شلل عضلات الوجه مما يؤدي إلى صعوبات بصرية وكلامية ومشكلات سلوكية كتلك التي تنتج عن التوحد.
وعندما وصف الأمريكي كانر (Kanner) هذا الاضطراب لأول مرة في بداية عقد الاربعينات، فقد بدا التوحد وكأنه مرض نفسي لأن الأطفال الذين يعانون منه ينسحبون إلى عالم الخيال ومثل هذا السلوك كما هو معروف من خصائص الاشخاص الذين يعانون من فصام الشخصية. وقد عزا كانر هذه الحالة إلى اضطراب العلاقات بين الام وطفلها الرضيع، ولم يعد هذا التفسير مقبولا حاليا فثمة أدلة علمية على أن التوحد ينجم عن تلف دماغي أو اضطرابات بيوكيماوية. وعلى أية حال، فما زالت أسباب التوحد مثاراً للجدل وما زالت حالة التوحد عموما غير مفهومة جيدا. ولأن الطفل المتوحد يعاني من عجز في مظاهر النمو الأساسية كلها تقريبا فقد أصبح التوحد يعامل حاليا بوصفه اضطرابا نمائياً شاملاً
وفي بداية الأربعينات أيضا، وصف هانز اسبرجر (Hans Asperger)وهو طبيب نفسي نمساوي مجموعة اعراض مرضية أطلق عليها اسم الانفصال التوحدي. ومنذ ذلك اليوم والادبيات الطبية والتربوية الخاصة تستخدم أحيانا مصطلح متلازمة اسبرجر (Asperger`s) للإشارة إلى التوحد. وثمة متلازمات مرضية أخرى تشترك مع التوحد في بعض الخصائص الرئيسة ومنها:
1. متلازمة لاندو - كلفنر (Landau - Kleffner Syndrome)
2. متلازمة وليامز(Williams Syndrome)
3. متلازمة موبيوس (Moebius Syndrome)
4. متلازمة رت (Rett Syndrome)
5. متلازمة سوتوس (Sotos Syndrome)

وبناء على هذا فالحاجة واضحة إلى التشخيص الفارقى (Differential Diagnosis) لتمييز حالات التوحد عن الحالات المرضية المشابهة. وينبغى التنويه إلى أن ادعاء البعض بأن التوحد أصبح اضطرابا شائعا في الدول العربية مؤخرا لا يعكس سوى أخطاء في التشخيص الفارقى فغالبا لا يتم التمييز بين التوحد والاستجابات شبه التوحدية (Autistic - Like Behaviors).